# Yadollah Royaï
Yadollah Royaï (en persan : یدالله رؤیایی), né le 7 mai 1932 à Damghan (Perse) et mort le 12 septembre 2022 à Paris 19e (France), est un poète iranien.

## Biographie
Yadollah Royaï est titulaire d'un doctorat en droit international de l'université de Téhéran. Il a ensuite travaillé à la télévision iranienne. Il est proche du parti Toudeh dans sa jeunesse. Il quitte l'Iran en 1976 et définitivement après la révolution islamiste de 1979.
Il est considéré comme le meilleur représentant de la tendance « formaliste » de la poésie contemporaine iranienne, inspirée par les symbolistes français et intitulée espacementalisme. Il a publié de nombreux ouvrages de poésie tant en Iran qu'en France, dont Et la mort était donc autre chose, des poésies dans Les Cahiers de Royaumont en 1997 et Signatures, en 2001. Il a fait paraître en 2006 Espacemental.
Yadollah Royaï publie dans nombre de revues et périodiques, parmi lesquelles : Poésie, Action poétique, Aube, Missives, Migraphonies, etc. Il a été interviewé plusieurs fois par France Culture et participe régulièrement à des colloques de poésie.
Il vivait depuis une trentaine d'années à Paris.
Mort à l'âge de 90 ans le 12 septembre 2022 à Paris 19e,, il été inhumé le 23 septembre au cimetière du Père-Lachaise (division 63).

## Ouvrages

### Publications enpersan
- Poésie :
  - Sur les routes vides, éd. Keyhan, 1961
  - Poèmes de mer, éd. Morvarid, 1967, 1976, 2000
  - Les nostalgies, éd. Morvarid, 1968 ; éd. Agineh, 2003
  - De je t'aime, éd. Morvarid, 1969
  - Versées labiales, Chiraz, Navid, 1991
  - Les septante pierres tombales, éd. Gardoun, 1998, Téhéran ; éd. Agineh 2000; éd. Dastansara, 2005
  - Le Passé en je signature, Téhéran, éd. bilingue Caravan, 2003
  - En quête de ce mot solitaire, Téhéran, éd. Caravan, 2009

- Essais :
  - Du rocher rouge, éd. Morvarid, 1969
  - Mort de la raison à l'heure de penser, éd. Morvarid, 1968
  - De quoi s'agit-il ? Téhéran, éd. Ahang-e-digar, 2007
  - Manifeste de l'espacementalisme, avec le groupe des poètes d'avant-garde, éd. Morvarid, 1968-1969

### Publications enfrançais
- Dans les années Yadollah Royaï, traduit par Dominique Preschez et l'auteur, L'Œil écoute, 1994
- Poésie de volume : Poésie du mouvement, Jean-Michel Place, Qu'est-ce que la poésie ? ouvrage collectif réuni par Bernard Noël, 1995
- La mort était donc autre chose, éd. Créaphis, in Les cahiers de Royaumont, 1997, traduction collective (Claude Esteban, Alain Lance, Bernard Noël, Esther Tellermann) en collaboration avec Christophe Balay
- Signatures, éd. Dana, 2001, traduit par Christophe Balay
- Le Passé en je signature, éd. Caravan, collection bilingue, 2003, traduit par Christophe Balay, Parham Shahrjerdi et Atefeh Tahaï
- Espacement(al)s, éd. L'inventaire, traduit du persan par un collectif de traducteurs dont l'auteur lui-même, 2006

Anthologies en français
- Noir sur Blanc, éd. Fourbis, 1998
- Anthologie de poésie contemporaine à Royaumont, éd. Créaphis, 2000